# فيلي تسيغلر
فيلي تسيغلر (بالألمانية: Willi Ziegler)‏ هو إحاثي ألماني، ولد في 13 مارس 1929 في Villingen ‏ في ألمانيا، وتوفي في 8 أغسطس 2002.